# Watertoren (Hazerswoude-Rijndijk)
De watertoren van Hazerswoude-Rijndijk ontworpen door architect A.D. Heederik dateert uit 1915 en heeft tegenwoordig een kantoorbestemming. De toren is in eigendom van Hoogvliet Beheer, een onderdeel van de supermarktketen Hoogvliet.
Het regelen van de waterdruk als oorspronkelijke functie werd in 1985 overbodig. Daarna werd de toren, met een potentieel waterreservoir van 200.000 liter, niet meer gebruikt, en zou worden gesloopt. Na protesten is besloten om de toren een andere functie te geven.
In 1999 startte een complexe verbouwing van de toren naar kantoorruimte. Op 21 november 2003 werd de verbouwde watertoren geopend. Het is waarschijnlijk de duurste verbouwde watertoren van Nederland en uitgedrukt per vierkante meter het duurste bedrijfsgebouw van Nederland, omdat er slechts vier werkplekken zijn.